# Saira
Saira es una localidad situada en el departamento Marcos Juárez, provincia de Córdoba, Argentina.
Tiene una población de 899 habitantes (Indec, 2022).
La localidad nació cerca de 1911 como consecuencia del paso del ferrocarril. Don Miguel Verón cedió sus terrenos para que se asentara el pueblo. Existen documentos que demuestran que se llamó Pueblo Verón: Estación Saira; con el paso del tiempo le quedó Saira.
Cuenta con Jardín de Infantes, escuela primaria Domingo Faustino Sarmiento e Instituto Secundario Agrotécnico Manuel Belgrano.   
La principal actividad económica es la agricultura y la ganadería.
La fiesta patronal es el día 19 de marzo (Patrono: San José).

## Situación
Se encuentra situada sobre la Ruta Provincial 2, a 270 km de la Ciudad de Córdoba.
Entre las localidades de Noetinger y Bouquet.

## Asociación de Municipios del este cordobés y oeste santafesino
Los municipios que la integran son Leones, Saira, Noetinger, Cintra, San Marcos Sud, Camilo Aldao, Alicia, El Fortín, Las Parejas, El Trébol, Armstrong y las comunas de Bouquet, Carlos Pellegrini, Piamonte, María Susana, Montes de Oca, Tortugas y Villa Eloísa.
La entidad cuenta con Estatuto y Personería Jurídica otorgada por Resolución N.º 624 de la Provincia de Santa Fe con domicilio en calle Belgrano 480 de la localidad de Bouquet.